# Tunnel de Manganaccia
Le tunnel de Manganaccia (Galleria Manganaccia en italien) est un tunnel à galerie unique monodirectionnel à triple voie emprunté par la Variante di Valico de l'autoroute A1, à hauteur de la ville de Barberino di Mugello, dans la région de Toscane, en Italie.

## Histoire
Avec ses 2 310 mètres de long, le tunnel de Manganaccia est l'un des trois ouvrages monotube (Manganaccia, Alteta et Puliana) qui s'étendent sur le tronçon de 6,1 kilomètres entre Aglio et la sortie d'autoroute de Barberino di Mugello (lot 13). Les deux chaussées d'origine sont dédiés uniquement au trafic se dirigeant vers le nord tandis que la nouvelle chaussée en direction du sud est ouverte à la circulation le 5 décembre 2015.
L'ouvrage dispose d'un tunnel piétonnier sous le niveau de la route pour l'évacuation des automobilistes en cas d'urgence.

Construction du tunnel de Manganaccia (juillet 2010)
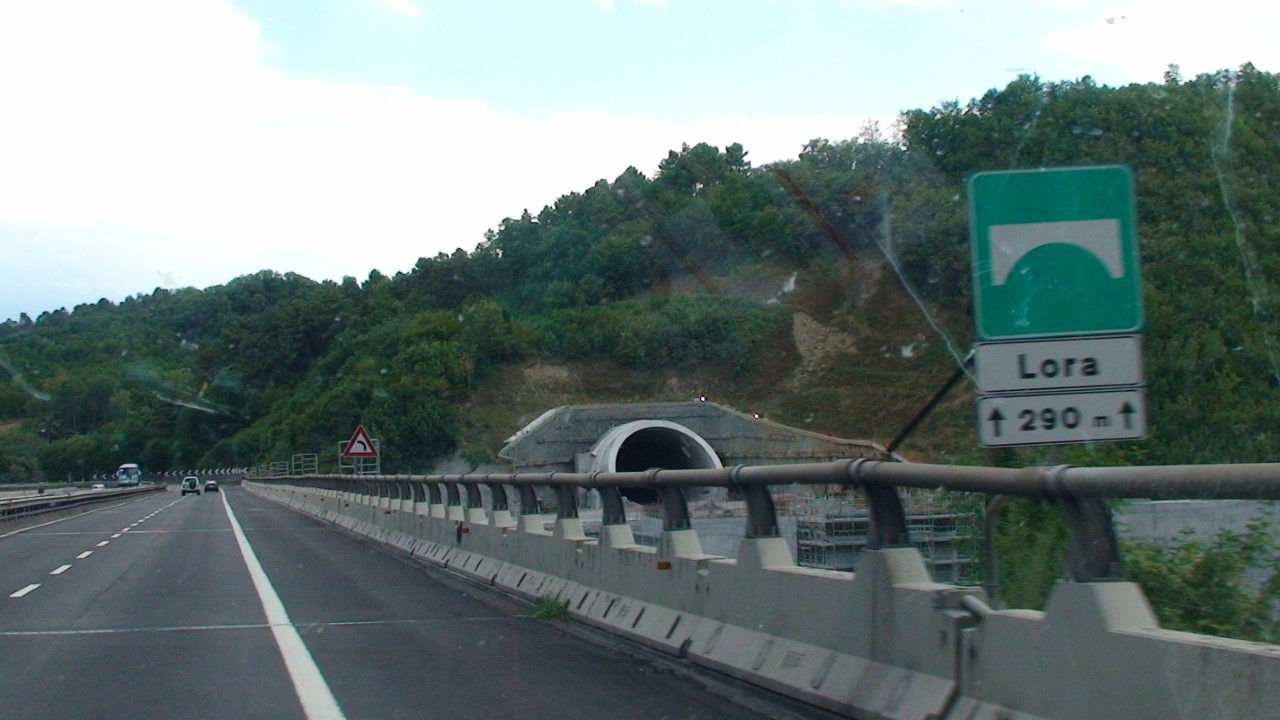
Le tunnel de Manganaccia vue depuis le viaduc Lora.
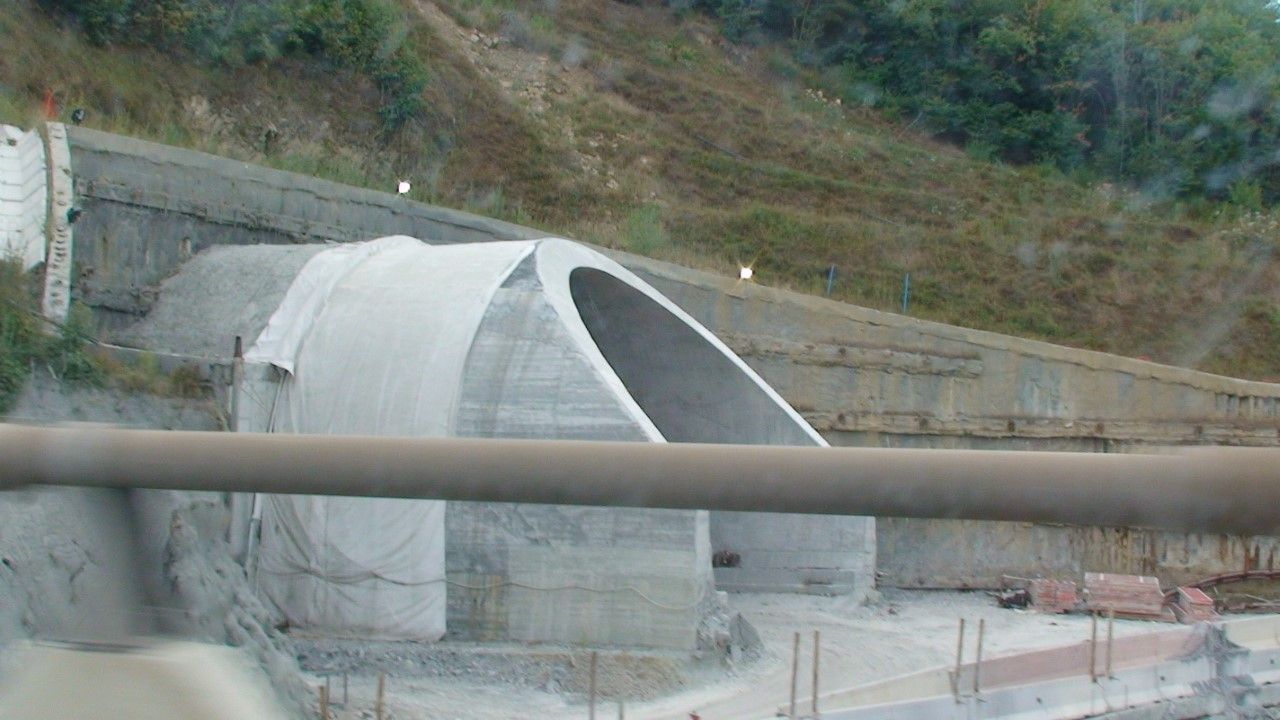
Revêtement en béton du tunnel de Manganaccia.